# Mariene ecoregio Centraal Chili
De Mariene ecoregio Centraal Chili (177) (Engels: Central Chile marine ecoregion) is een biogeografische regio en ligt in het zuidoosten van de Grote Oceaan in de Mariene provincie Warme Gematigde Zuidoostelijke Stille Oceaan (45) in het Marien rijk Gematigd Zuid-Amerika. De mariene ecoregio is vastgesteld door het World Wide Fund for Nature en The Nature Conservancy en is vernoemd naar de Zona Central.
In het noorden grenst het gebied aan de mariene ecoregio Humboldtstroom (176) en in het zuiden aan de mariene ecoregio Araucanía (178).

## Geografie
De mariene ecoregio ligt in het zuidoosten van de Grote Oceaan voor een stuk westkust van Chili. Het gebied strekt zich uit van de Chileense gemeente Taltal tot aan het schiereiland Punta Curaumilla bij de stad Valparaíso ten noordwesten van de hoofdstad Santiago en omvat onder andere de oceaan rond de eilandengroep van het Nationaal Reservaat Humboldtpinguïn.
Door het gebied stroomt de Humboldtstroom.

## Biogeografie
Het gebied kent zeeleven dat houdt van gematigde temperaturen.